# Naučná stezka Schwarzenberský plavební kanál

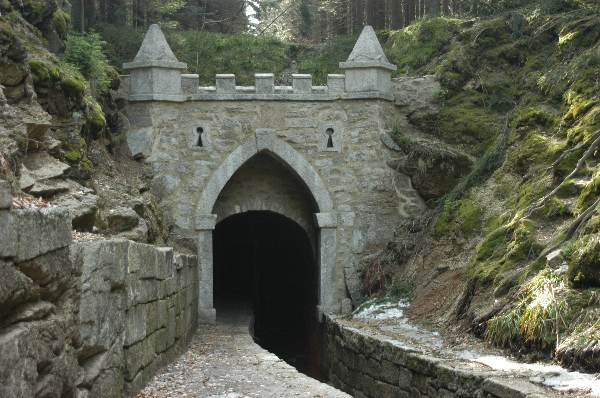
Architektonicky ztvárněný portál tunelu, kolem kterého naučná stezka vede

Naučná stezka Schwarzenberský plavební kanál je modře značená turistická trasa vinoucí se podél Schwarzenberského plavebního kanálu v české části Šumavy na jihu České republiky. Otevřena byla 17. května 2003 během pátého ročníku Slavností Schwarzenberského plavebního kanálu. Stezka je vybavena informačními tabulemi seznamující turisty s historií zdejšího plavení dřeva či s místní přírodou. S ohledem na svůj profil je navíc vhodná i pro cyklisty či vozíčkáře. Během zimních měsíců je možné trasu absolvovat na běžkách. V seznamu tras KČT má číslo 1294.
Turisté na trase poznají například tunel mající architektonicky ztvárněné portály, dále Rosenauerovu kapličku, Jezerní smyk, akvadukt u rozcestníku turistických tras nazvaného „Rossbach“ či stavidla a boční propusti.